# حضار (القفر)

تعديل مصدري - تعديل

حضار هي إحدى قرى عزلة بني سيف العالي بمديرية القفر التابعة لمحافظة إب، بلغ تعداد سكانها 272 نسمة حسب تعداد اليمن لعام 2004.